# 倉敷市立万寿東小学校
倉敷市立万寿東小学校（くらしきしりつ ますひがししょうがっこう）は、岡山県倉敷市倉敷地域内の万寿地区にある公立小学校。

## 沿革
《主要な出典：》
- 1973年（昭和48年）
  - 4月1日 - 倉敷市立万寿東小学校創立（万寿小学校から分離、当初は同校内に仮設置転）[2][3][4]。
  - 4月10日 - 開校式。
  - 10月15日 - 校舎第1期工事起工。
- 1974年（昭和49年）
  - 5月24日 - 新校舎竣工により万寿小学校から移転[4]。
  - 5月25日 - 万寿小学校とのお別れ式[3]。
  - 6月4日 - 新校舎にて開校式。
  - 8月17日 - プール完成。
- 1975年（昭和50年）
  - 3月5日 - 体育館竣工。
  - 3月10日 - 体育館落成式、同記念発表会。
- 1979年（昭和54年）1月31日 - 学級増に伴う3教室増築竣工。
- 1980年（昭和55年）3月13日 - 特別教室増築竣工（保健、図書、視聴覚、教材、会議室）。
- 1982年（昭和57年）
  - 6月4日 -  創立10周年記念事業として校歌発表（作詞：飛高晋、補作：室山多香史、作曲：河合健）[3]。
  - 10月31日 - 創立10周年記念式典挙行。
- 1983年（昭和58年）3月31日 - 普通教室増築竣工（3教室、便所、階段｝。
- 1987年（昭和62年）
  - 3月3日 - 岡山県特別活動研究発表会開催。
  - 10月23日 - 特別教室増築竣工（会議室、理科・音楽準備室、便所）。
  - 10月30日 - 文部省指定勤労生産学習研究発表会開催。
- 1989年（平成元年）11月1日 - 岡山県教育委員会により勤労生産学習推進学校表彰。
- 1992年（平成04年）11月8日 - 創立20周年記念式典挙行。
- 1996年（平成08年）8月20日 - エアコン設置（校長室、職員室、図書室）。
- 1997年（平成09年）8月31日 - コンピュータ設置、エアコン設置（視聴覚室）。
- 1998年（平成10年）
  - 3月31日 - 下水道工事完成。
  - 11月27日 - 児童館屋上防水改修工事完成。
- 1999年（平成11年）11月19日 - 全日本教育工学研究協議会公開授業会場校。
- 2002年（平成14年）11月10日 - 創立30周年記念式典挙行。
- 2012年（平成24年）11月1日 - 創立40周年記念式典挙行。
- 2022年（令和04年）11月5日 - 創立50周年記念式典挙行[5][3]。

## 通学区域が隣接している学校
- 倉敷市立万寿小学校
- 倉敷市立倉敷東小学校
- 倉敷市立帯江小学校
- 倉敷市立豊洲小学校
- 倉敷市立中庄小学校